# Кочегары
Кочегары — деревня в Оханском городском округе Пермского края России.

## Топоним
Первое название — деревня Кочегарова

## География
Деревня находится в западной части района, в пределах Верхнекамской возвышенности на северо-восточной части Русской равнины, в подзоне южной тайги, на берегах реки Перемка, на расстоянии приблизительно 6 километров (по прямой) на запад-северо-запад от села Таборы.

### Климат
Климат характеризуется как умеренно континентальный. Средняя многолетняя температура самого холодного месяца (января) составляет −17,3 °С, температура самого тёплого (июля) — 24,8 °С. Среднегодовое количество осадков — более 738 мм. Максимальное количество осадков приходится на летний период.

## История
Деревня известна с 1795 года как деревня Кочегарова. С 2006 по 2018 год входила в состав Таборского сельского поселения Оханского района. После упразднения обоих муниципальных образований включён в состав Оханского городского округа.

## Население
| 2010 |
| ---- |
| 72   |

### Национальный состав
Согласно результатам переписи 2002 года, в национальной структуре населения русские составляли 82 % из 96 чел.

### Историческая численность населения
96 человек в 2002 году, 72 человека в 2010 году.

## Инфраструктура
Личное подсобное хозяйство с зоной сельскохозяйственного использования, индивидуальная застройка усадебного типа.
Основа экономики — сельское хозяйство.

## Транспорт
Просёлочные дороги.